# Byron Nelson
John Byron Nelson, Jr. (* 4. Februar 1912 in Waxahachie, Texas; † 26. September 2006 in Roanoke) war ein US-amerikanischer Berufsgolfer der PGA TOUR zwischen 1935 und 1946. Als erstes Major gewann er das Masters 1937. In seiner einzigartigen Karriere siegte Nelson danach in vier weiteren Majors, dem US Open 1939, der PGA Championship 1940 und 1945, und beim Masters 1942. Insgesamt konnte er 52 Turniere der PGA TOUR für sich entscheiden. 1945 stellte er zwei bisher unerreichte Rekorde auf: er gewann insgesamt 18 US-Turniere und konnte dabei 11 Turniersiege in Folge erringen.
Wegen seines feinen Benehmens wurde Nelson „Lord“ genannt.
Die Byron Nelson Golf Classic – derzeit unter der Bezeichnung „AT&T Byron Nelson“ – ist seit 1968 einer der Höhepunkte des PGA-TOUR-Kalenders und neben dem Arnold Palmer Invitational das einzige PGA Turnier, das nach einem Berufsgolfer benannt ist.
Im Jahre 1974 wurde Byron Nelson in die World Golf Hall of Fame aufgenommen und 1994 erhielt er den Old Tom Morris Award.

## PGA-Tour-Siege
- 1935: New Jersey State Open
- 1936: Metropolitan Open
- 1937: Masters, Belmont Country Club Match Play
- 1938: Thomasville Open, Hollywood Open
- 1939: Phoenix Open, North and South Open, US Open, Western Open
- 1940: Texas Open, Miami Open, PGA Championship
- 1941: Greater Greensboro Open, Tom O’Shanter Open, Miami Open
- 1942: Oakland Open, Masters, Tom O’Shanter Open
- 1944: San Francisco Victory Open, Knoxville War Bond Tournament, New York Red Cross Tourney, Tom O’Shanter Open, Nashville Open, Texas Victory Open, San Francisco Open, Minneapolis Four-Ball
- 1945: Phoenix Open, Corpus Christi Open, New Orleans Open, Charlotte Open, Greater Greensboro Open, Durham Open, Atlanta Open, Montreal Open, Philadelphia Inquirer, Chicago Victory National Open, Tom O’Shanter Open, Canadian Open, Knoxville Invitational, Esmeralda Open, Seattle Open, Glen Garden Open, PGA Championship, Miami Four-Ball
- 1946: Los Angeles Open, San Francisco Open, New Orleans Open, Houston Open, Columbus Invitational, Chicago Victory National Open
- 1951: Bing Crosby Pro-Am

Major Championships sind fett gedruckt.

## Sonstiges

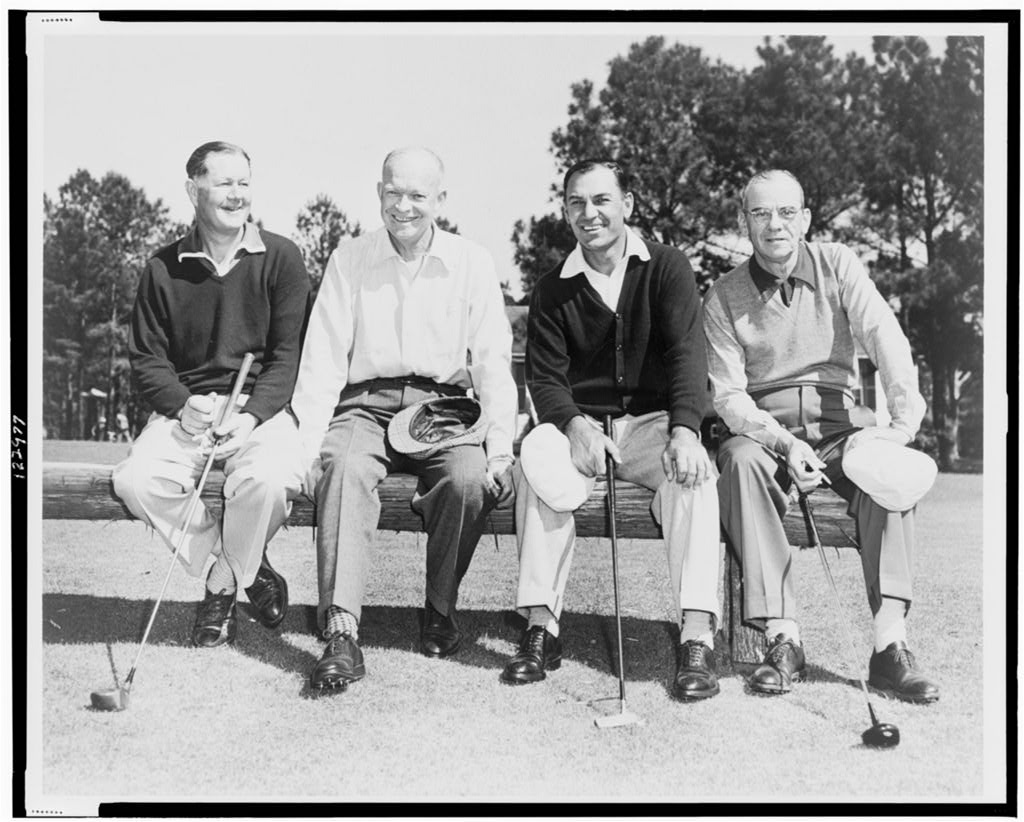
Byron Nelson (links) mit Dwight D. Eisenhower, Ben Hogan and Clifford Roberts im Augusta National Golf Club

Die Teutuls von Orange County Choppers, ehrten Byron, indem sie 3 Chopper für die EDS Byron Nelson Championship bauten und diese dann für einen guten Zweck versteigert wurden.
1944 und 1945 wurde Nelson jeweils mit der Sportler des Jahres-Auszeichnung von Associated Press geehrt.